# El Remei (Badalona)
El Remei és un barri de Badalona (Barcelonès) del Districte VI juntament amb Artigues i Sant Roc. Limita amb Sant Roc, Gorg, La Mora i el municipi de Sant Adrià de Besòs.
Segons el padró municipal de 2013 la seva població és de 1051 habitants, 539 homes (51,3%) i 512 dones (48,7%). La població del barri representa només el 0,5% del total de Badalona. El percentatge d'immigració és de 25,2%.

## Història
Ubicat a la plana del delta del Besòs, es tracta d'un barri principalment industrial, al voltant del carrer de la Primavera, que és part de l'eixample de Badalona. Compta amb un petit nucli de població construït a partir de 1915 com a part de la urbanització Bachs, situada al costat del nucli de Sant Adrià de Besòs. Antigament la zona era coneguda com a barri de dimoni, però el 1958 se li va donar el nom actual de forma oficial, recollint la denominació popular, relacionada possiblement amb una imatge de la Mare de Déu del Remei que es volia col·locar als anys vint, a prop dels carrers de Guifré i de la Primavera. En termes generals, la part residencial està formada per cases antigues d'una o dues plantes, i uns pocs blocs entre mitgeres, màxim de cinc pisos.

## Transport
El barri es troba al costat de l'autopista C-31, a més d'estar a l'àrea d'influència de les estacions de Sant Roc, tant de la xarxa de metro de Barcelona com la de Trambesòs.